# Olethrius
Olethrius is een kevergeslacht uit de familie van de boktorren (Cerambycidae). De wetenschappelijke naam van het geslacht werd voor het eerst geldig gepubliceerd in 1861 door Thomson.

## Soorten
Olethrius omvat de volgende soorten:
- Olethrius admiralis Gressitt, 1959
- Olethrius cariosicollis (Fairmaire, 1877)
- Olethrius carolinensis (Matsushita, 1935)
- Olethrius laevipennis  Vitali, 2008
- Olethrius macrothorax Montrouzier, 1861
- Olethrius glabrus Gressitt, 1956
- Olethrius scabripennis Thomson, 1865
- Olethrius tyrannus Thomson, 1861